# Mosteiro de Mangyu
O Mosteiro de Mangyu, Gompa de Mangyu ou de Mang-gyu ou complexo de templos de Mangyu é um mosteiro budista tibetano e um dos monumentos budistas mais antigos do Ladaque, no noroeste da Índia. Situa-se na aldeia homónima (também chamada Giramangu) e supõe-se a sua construção seja da mesma época dos templos de Alchi. As estruturas datam possivelmente do século XI (ou fim do século XII ou início do século XIII, segundo alguns estudiosos) e teriam sido construídas por Rinchen Zangpo (958–1055), um famoso lotsawa (tradutor para tibetano das escrituras sagradas budistas).
O conjunto de quatro templos situa-se a cerca de 3 500 metros de altitude, aproximadamente 7 km a sudoeste do rio Indo e da estrada Serinagar–Lé e 70 km a oeste de Lé (distâncias por estrada).

## Descrição
Os templos mais antigos, dois pequenos dukhangs, são dedicados a Vairocana e a Sakyamuni ou Avalokiteśvara. Estão ladeados por duas capelas altas (Chamba Lakhang),  as quais contém grandes estátuas do bodisatva Maitreya (também chamado Chamba), as quais são diferentes em termos estilísticos e iconográficos. Ao lado deste conjunto há um chorten do mesmo tipo das que se encontram em Alchi, também datada do período mais antigo.
O templo dito de Sakyamuni devido à sua imagem principal original ser a desse Buda é conhecido como Chenrezig Lakhang, escultura de Avalokiteśvara (também chamado Chenrezig) adicionada muito mais tarde. Tem várias imagens de Buda, divindades originalmente hindus, como Varuna, Indra, Xiva (como Mahakala), Ganexa, outras divindades celestiais e animais imaginários. É muito rico em elementos decorativos e constitui um belo exemplo da mistura de influências caxemires e tibetanas. O realce das figuras com relevos ou entalhes, nomeadamente nos olhos e rosto das divindades e nas mandalas e a pintura em múltiplas camadas são de alta qualidade. Duas representações de Manjusri na parede sudoeste são considerados exemplos de perfeição artística.
Na encosta acima do mosteiro, atrás de algumas casas da aldeia, há outro chorten ricamente decorado, o único que tem imagens, que estão na origem do seu nome: Chorten das Quatro Imagens.
O conjunto monumental tem vindo a ser restaurados desde o final da década de 2000 pelo Indian National Trust for Art and Cultural Heritage (INTACH) com apoio financeiro de patrocinadores internacionais.

## Leitura complementar
- Van Ham, Peter (2010), Heavenly Himalayas : the murals of Mangyu and other discoveries in Ladakh, ISBN 9783791345437 (em inglês), Prestel
- Vargas, Julio; Dandona, Bhawna; Blondet, Marcial; Cancino, Claudia; Iwaki, Carlos; Morales, Kathya (2011), «An Experimental Study of the Use of Soil Based Grouts for the Repair of Historic Earthen Walls and a Case Study of an Early Period Buddhist Monastery», in:  Rainer, Leslie; Rivera, Angelyn Bass; Gandreau, David, Terra 2008: The 10th International Conference on the Study and Conservation of Earthen Architectural Heritage, ISBN 9781606060438 (em inglês), Getty Publications, pp. 302–306, consultado em 28 de novembro de 2016
- Lee, Eva (23 de setembro de 2013). «Pristine Mangyu?» (em inglês). www.evaleestudio.com. Consultado em 28 de novembro de 2016</ref>
- Standage, Kevin (5 de outubro de 2015). «Mangyu Gompa» (em inglês). An Indian travel photography blog. kevinstandagephotography.wordpress.com. Consultado em 28 de novembro de 2016